# Mass Effect
Mass Effect je videoigra, ki spada v žanr akcijskega igranja vlog, ki jo je razvilo kanadsko podjetje BioWare. Izšla je na dveh platfornah in sicer leta 2007 na Xbox 360 ter 2008 za osebni računalnik.
Zgodba se odvija v letu 2183. Človeštvo je postalo pomemben del vesoljske politike. Igralec se postavi v vlogo elitnega vojaka človeške rase po imenu Commander Shepard. Skupaj s pestro ekipo različnega planetarnega porekla mora razkrinkati skrivnostno grožnjo, ki jo imajo oblasti za mit, pod imenom The Reapers. Tako igralec z vesoljsko ladjo SSV Normandy potuje po vesolju, kjer opravlja vrsto nalog in spoznava glavno zgodbo, ozadje svoje posadke, raznovrstno zgodovino vesoljskih ras itd.